# نوروالك (كاليفورنيا)
نوروالك (بالإنجليزية: Norwalk)‏ هي إحدى مدن مقاطعة لوس أنجليس، كاليفورنيا. تم إعطاءها لقب مدينة في 26 أغسطس، 1957.

## توأمة
لنوروالك (كاليفورنيا) اتفاقيات توأمة مع كل من:
- زاكاتيكاس
- ارموسييو سونورا

## أعلام
- دون إيك
- دوغ تينابل
- لاري سي
- بادي ماغواير
- تيفاني
- كات أندرسون
- ديك باس
- أدريان فيرا